# Liste der IATA-Codes/L
Diese Teilliste führt alle IATA-Flughafencodes auf, die mit „L“ beginnen, und enthält Informationen zu den bezeichneten Verkehrsknotenpunkten.
A AA AB AC AD AE AF AG AH AI AJ AK AL AM AN AO AP AQ AR AS AT AU AV AW AX AY AZ
B BA BB BC BD BE BF BG BH BI BJ BK BL BM BN BO BP BQ BR BS BT BU BV BW BX BY BZ
C CA CB CC CD CE CF CG CH CI CJ CK CL CM CN CO CP CQ CR CS CT CU CV CW CX CY CZ
D DA DB DC DD DE DF DG DH DI DJ DK DL DM DN DO DP DQ DR DS DT DU DV DW DX DY DZ
E EA EB EC ED EE EF EG EH EI EJ EK EL EM EN EO EP EQ ER ES ET EU EV EW EX EY EZ
F FA FB FC FD FE FF FG FH FI FJ FK FL FM FN FO FP FQ FR FS FT FU FV FW FX FY FZ
G GA GB GC GD GE GF GG GH GI GJ GK GL GM GN GO GP GQ GR GS GT GU GV GW GX GY GZ
H HA HB HC HD HE HF HG HH HI HJ HK HL HM HN HO HP HQ HR HS HT HU HV HW HX HY HZ
I IA IB IC ID IE IF IG IH II IJ IK IL IM IN IO IP IQ IR IS IT IU IV IW IX IY IZ
J JA JB JC JD JE JF JG JH JI JJ JK JL JM JN JO JP JQ JR JS JT JU JV JW JX JY JZ
K KA KB KC KD KE KF KG KH KI KJ KK KL KM KN KO KP KQ KR KS KT KU KV KW KX KY KZ
L LA LB LC LD LE LF LG LH LI LJ LK LL LM LN LO LP LQ LR LS LT LU LV LW LX LY LZ
M MA MB MC MD ME MF MG MH MI MJ MK ML MM MN MO MP MQ MR MS MT MU MV MW MX MY MZ
N NA NB NC ND NE NF NG NH NI NJ NK NL NM NN NO NP NQ NR NS NT NU NV NW NX NY NZ
O OA OB OC OD OE OF OG OH OI OJ OK OL OM ON OO OP OQ OR OS OT OU OV OW OX OY OZ
P PA PB PC PD PE PF PG PH PI PJ PK PL PM PN PO PP PQ PR PS PT PU PV PW PX PY PZ
Q QA QB QC QD QE QF QG QH QI QJ QK QL QM QN QO QP QQ QR QS QT QU QV QW QX QY QZ
R RA RB RC RD RE RF RG RH RI RJ RK RL RM RN RO RP RQ RR RS RT RU RV RW RX RY RZ
S SA SB SC SD SE SF SG SH SI SJ SK SL SM SN SO SP SQ SR SS ST SU SV SW SX SY SZ
T TA TB TC TD TE TF TG TH TI TJ TK TL TM TN TO TP TQ TR TS TT TU TV TW TX TY TZ
U UA UB UC UD UE UF UG UH UI UJ UK UL UM UN UO UP UQ UR US UT UU UV UW UX UY UZ
V VA VB VC VD VE VF VG VH VI VJ VK VL VM VN VO VP VQ VR VS VT VU VV VW VX VY VZ
W WA WB WC WD WE WF WG WH WI WJ WK WL WM WN WO WP WQ WR WS WT WU WV WW WX WY WZ
X XA XB XC XD XE XF XG XH XI XJ XK XL XM XN XO XP XQ XR XS XT XU XV XW XX XY XZ
Y YA YB YC YD YE YF YG YH YI YJ YK YL YM YN YO YP YQ YR YS YT YU YV YW YX YY YZ
Z ZA ZB ZC ZD ZE ZF ZG ZH ZI ZJ ZK ZL ZM ZN ZO ZP ZQ ZR ZS ZT ZU ZV ZW ZX ZY ZZ

## LA
| IATA | ICAO | Flughafen                                   | Ort                   | Region                | Land            |
| ---- | ---- | ------------------------------------------- | --------------------- | --------------------- | --------------- |
| LAA  | KLAA | Lamar Municipal Airport                     | Lamar                 | Colorado              | USA             |
| LAB  | AYLB | Flugplatz Lablab                            | Lablab                | Umboi, Morobe         | Papua-Neuguinea |
| LAC  | –    | Flughafen Layang Layang                     | Terumbu Layang-Layang | Sabah                 | Malaysia        |
| LAD  | FNLU | Aeroporto Internacional Quatro de Fevereiro | Luanda                | Luanda                | Angola          |
| LAE  | AYNZ | Flughafen Lae Nadzab                        | Lae                   | Morobe                | Papua-Neuguinea |
| LAF  | KLAF | Flughafen Purdue University                 | Lafayette             | Indiana               | USA             |
| LAH  | WAEL | Flughafen Oesman Sadik                      | Labuha                | Maluku Utara          | Indonesien      |
| LAI  | LFRO | Flughafen Lannion-Côte de Granit            | Lannion               | Bretagne              | Frankreich      |
| LAJ  | SBLJ | Aeroporto Antônio Correia Pinto Macedo      | Lages                 | Santa Catarina        | Brasilien       |
| LAK  | CYKD | Flughafen Aklavik Freddie Carmichael        | Aklavik               | Nordwest-Territorien  | Kanada          |
| LAL  | KLAL | Lakeland Linder International Airport       | Lakeland              | Florida               | USA             |
| LAM  | KLAM | Flughafen Los Alamos County                 | Los Alamos            | New Mexico            | USA             |
| LAN  | KLAN | Flughafen Capital Region International      | Lansing               | Michigan              | USA             |
| LAO  | RPLI | Flughafen Laoag                             | Laoag                 | Ilocos                | Philippinen     |
| LAP  | MMLP | Flughafen La Paz                            | La Paz                | Baja California Sur   | Mexiko          |
| LAQ  | HLLQ | Flughafen La Abraq                          | Al-Baida              | Al-Dschabal al-Achdar | Libyen          |
| LAR  | KLAR | Laramie Regional Airport                    | Laramie               | Wyoming               | USA             |
| LAS  | KLAS | Flughafen McCarran International            | Las Vegas             | Nevada                | USA             |
| LAU  | HKLU | Manda Airport                               | Lamu                  | Lamu                  | Kenia           |
| LAW  | KLAW | Regionalflughafen Lawton–Fort Sill          | Lawton / Fort Sill    | Oklahoma              | USA             |
| LAX  | KLAX | Los Angeles International Airport           | Los Angeles           | Kalifornien           | USA             |
| LAY  | FALY | Ladysmith Airport                           | Ladysmith             | KwaZulu-Natal         | Südafrika       |
| LAZ  | SBLP | Flughafen Bom Jesus da Lapa                 | Bom Jesus da Lapa     | Bahia                 | Brasilien       |

## LB
| IATA | ICAO | Flughafen                                   | Ort                | Region                    | Land                         |
| ---- | ---- | ------------------------------------------- | ------------------ | ------------------------- | ---------------------------- |
| LBA  | EGNM | Leeds Bradford International Airport        | Leeds / Bradford   | England                   | Großbritannien               |
| LBB  | KLBB | Lubbock Preston Smith International Airport | Lubbock            | Texas                     | USA                          |
| LBC  | EDHL | Flughafen Lübeck-Blankensee                 | Lübeck             | Schleswig-Holstein        | Deutschland                  |
| LBD  | UTDL | Flughafen Chudschand                        | Chudschand         | Sughd                     | Tadschikistan                |
| LBE  | KLBE | Arnold Palmer Regional Airport              | Latrobe            | Pennsylvania              | USA                          |
| LBF  | KLBF | North Platte Regional Airport               | North Platte       | Nebraska                  | USA                          |
| LBG  | LFPB | Flughafen Le Bourget                        | Paris              | Île-de-France             | Frankreich                   |
| LBH  | –    | Palm Beach Seaplane Base                    | Sydney             | New South Wales           | Australien                   |
| LBI  | LFCI | Flugplatz Albi                              | Albi               | Okzitanien                | Frankreich                   |
| LBJ  | WATO | Internationaler Flughafen Komodo            | Labuan Bajo        | Nusa Tenggara Timur       | Indonesien                   |
| LBK  | –    | Flugplatz Liboi                             | Liboi              | Garissa                   | Kenia                        |
| LBL  | KLBL | Mid-America Regional Airport                | Liberal            | Kansas                    | USA                          |
| LBM  | –    | Flugplatz Luabo                             | Luabo              | Zambezia                  | Mosambik                     |
| LBN  | –    | Lake Baringo Airport                        | Baringosee         | Baringo                   | Kenia                        |
| LBO  | FZVI | Flugplatz Lusambo                           | Lusambo            | Sankuru                   | Demokratische Republik Kongo |
| LBP  | –    | Flugplatz Long Banga                        | Long Banga         | Sarawak                   | Malaysia                     |
| LBQ  | FOGR | Flughafen Lambaréné                         | Lambaréné          | Moyen-Ogooué              | Gabun                        |
| LBR  | SWLB | Flughafen Lábrea                            | Lábrea             | Amazonas                  | Brasilien                    |
| LBS  | NFNL | Flughafen Labasa                            | Labasa             | Macuata                   | Fidschi                      |
| LBT  | KLBT | Flughafen Lumberton                         | Lumberton          | North Carolina            | USA                          |
| LBU  | WBKL | Flughafen Labuan                            | Labuan             | Sabah                     | Malaysia                     |
| LBV  | FOOL | Flughafen Libreville Leon M'ba              | Libreville         | Estuaire                  | Gabun                        |
| LBW  | WAQJ | Flughafen Yuvai Semaring                    | Long Bawan         | Nunukan, Kalimantan Utara | Indonesien                   |
| LBX  | RPLU | Flughafen Lubang                            | Lubang             | MIMAROPA                  | Philippinen                  |
| LBY  | LFRE | Flugplatz La Baule-Escoublac                | La Baule-Escoublac | Pays de la Loire          | Frankreich                   |
| LBZ  | FNLK | Flugplatz Lucapa                            | Lucapa             | Lunda Norte               | Angola                       |

## LC
| IATA | ICAO | Flughafen                            | Ort                                                | Region          | Land                |
| ---- | ---- | ------------------------------------ | -------------------------------------------------- | --------------- | ------------------- |
| LCA  | LCLK | Flughafen Larnaka                    | Larnaka                                            | Larnaka         | Zypern              |
| LCB  | SWBG | Flughafen Pontes e Lacerda           | Pontes e Lacerda                                   | Mato Grosso     | Brasilien           |
| LCC  | LIBN | Militärflugplatz Lecce-Galatina      | Lecce                                              | Apulien         | Italien             |
| LCD  | FALO | Air Force Base Makhado               | Louis Trichardt                                    | Limpopo         | Südafrika           |
| LCE  | MHLC | Internationaler Flughafen Golosón    | La Ceiba                                           | Atlántida       | Honduras            |
| LCF  | MGRD | Flugplatz Río Dulce                  | Río Dulce                                          | Izabal          | Guatemala           |
| LCG  | LECO | Flughafen A Coruña                   | A Coruña                                           | Galicien        | Spanien             |
| LCH  | KLCH | Lake Charles Regional Airport        | Lake Charles                                       | Louisiana       | USA                 |
| LCI  | KLCI | Laconia Municipal Airport            | Laconia                                            | New Hampshire   | USA                 |
| LCJ  | EPLL | Władysław-Reymont-Flughafen Łódź     | Łódź                                               | Łódź            | Polen               |
| LCK  | KLCK | Flughafen Rickenbacker International | Columbus                                           | Ohio            | USA                 |
| LCL  | MULM | Flughafen La Coloma                  | Pinar del Río                                      | Pinar del Río   | Kuba                |
| LCM  | SACC | Flughafen La Cumbre                  | La Cumbre                                          | Córdoba         | Argentinien         |
| LCN  | YBLC | Balcanoona Airport                   | Balcanoona, Vulkathunha-Gammon-Ranges-Nationalpark | South Australia | Australien          |
| LCO  | FCBL | Flugplatz Lague                      | Akana                                              | Plateaux        | Republik Kongo      |
| LCP  | –    | Flugplatz Loncopué                   | Loncopué                                           | Neuquén         | Argentinien         |
| LCQ  | KLCQ | Lake City Gateway Airport            | Lake City                                          | Florida         | USA                 |
| LCR  | –    | Flugplatz La Chorrera                | La Chorrera                                        | Amazonas        | Kolumbien           |
| LCS  | ?    | Flughafen Longchuan-Guangsong        | Longchuan                                          | Yunnan          | Volksrepublik China |
| LCT  | –    | Flughafen Shijiazhuang-Luancheng     | Shijiazhuang                                       | Hebei           | Volksrepublik China |
| LCV  | LIQL | Flugplatz Lucca                      | Lucca                                              | Toskana         | Italien             |
| LCX  | ZSLD | Flughafen Longyan                    | Longyan                                            | Fujian          | Volksrepublik China |
| LCY  | EGLC | London City Airport                  | London                                             | England         | Großbritannien      |

## LD
| IATA | ICAO | Flughafen                         | Ort                            | Region                 | Land                   |
| ---- | ---- | --------------------------------- | ------------------------------ | ---------------------- | ---------------------- |
| LDA  | VEMH | Flughafen Malda                   | English Bazar                  | Westbengalen           | Indien                 |
| LDB  | SBLO | Flughafen Londrina                | Londrina                       | Paraná                 | Brasilien              |
| LDC  | YLIN | Lindeman Island Airport           | Lindeman Island                | Queensland             | Australien             |
| LDE  | LFBT | Flughafen Lourdes                 | Lourdes / Tarbes               | Okzitanien             | Frankreich             |
| LDG  | ULAL | Flughafen Leschukonskoje          | Leschukonskoje                 | Archangelsk            | Russland               |
| LDH  | YLHI | Flugplatz Lord-Howe-Insel         | Lord-Howe-Insel                | New South Wales        | Australien             |
| LDI  | HTLI | Flughafen Lindi Kikwetu           | Lindi                          | Lindi                  | Tansania               |
| LDJ  | KLDJ | Linden Airport                    | Linden                         | New Jersey             | USA                    |
| LDK  | ESGL | Flugplatz Lidköping-Hovby         | Lidköping                      | Västra Götalands       | Schweden               |
| LDM  | KLDM | Mason County Airport              | Ludington                      | Michigan               | USA                    |
| LDN  | VNLD | Flughafen Lamidanda               | Lamidanda                      | Khotang, Provinz Koshi | Nepal                  |
| LDO  | SMDO | Flugplatz Laduani                 | Aurora                         | Sipaliwini             | Suriname               |
| LDR  | –    | Flughafen Lawdar                  | Lawdar                         | Abyan                  | Jemen                  |
| LDS  | ZYLD | Flughafen Yichun                  | Yichun                         | Heilongjiang           | Volksrepublik China    |
| LDU  | WBKD | Flughafen Lahad Datu              | Lahad Datu                     | Sabah                  | Malaysia               |
| LDV  | LFRJ | Militärflugplatz Landivisiau      | Landivisiau                    | Bretagne               | Frankreich             |
| LDW  | –    | Lansdowne Station Airport         | Lansdowne Station              | Western Australia      | Australien             |
| LDX  | SOOM | Flugplatz Saint-Laurent-du-Maroni | Saint-Laurent-du-Maroni        | Französisch-Guayana    | Frankreich             |
| LDY  | EGAE | Flughafen Derry                   | Londonderry                    | Nordirland             | Vereinigtes Königreich |
| LDZ  | FALD | Londolozi Airport                 | Londolozi Private Game Reserve | Mpumalanga             | Südafrika              |

## LE
| IATA | ICAO | Flughafen                           | Ort                | Region                           | Land           |
| ---- | ---- | ----------------------------------- | ------------------ | -------------------------------- | -------------- |
| LEA  | YPLM | Learmonth Airport                   | Exmouth            | Western Australia                | Australien     |
| LEB  | KLEB | Lebanon Municipal Airport           | Lebanon            | New Hampshire                    | USA            |
| LEC  | SBLE | Flughafen Lençóis                   | Lençóis            | Bahia                            | Brasilien      |
| LED  | ULLI | Flughafen Pulkowo                   | Sankt Petersburg   | –                                | Russland       |
| LEE  | KLEE | Leesburg International Airport      | Leesburg           | Florida                          | USA            |
| LEF  | FXLK | Lebakeng Airport                    | Lebakeng           | Qacha’s Nek                      | Lesotho        |
| LEG  | –    | Flugplatz Aleg                      | Aleg               | Brakna                           | Mauretanien    |
| LEH  | LFOH | Flughafen Le Havre-Octeville        | Le Havre           | Normandie                        | Frankreich     |
| LEI  | LEAM | Flughafen Almería                   | Almería            | Andalusien                       | Spanien        |
| LEJ  | EDDP | Flughafen Leipzig/Halle             | Leipzig / Halle    | Sachsen                          | Deutschland    |
| LEK  | GULB | Flugplatz Tata                      | Labé               | Labé                             | Guinea         |
| LEL  | YLEV | Lake Evella Airport                 | Gapuwiyak          | Arnhemland, Northern Territory   | Australien     |
| LEM  | KLEM | Lemmon Municipal Airport            | Lemmon             | South Dakota                     | USA            |
| LEN  | LELN | Flughafen León                      | León               | Kastilien und León               | Spanien        |
| LEO  | –    | Flughafen Lékoni                    | Lékoni             | Haut-Ogooué                      | Gabun          |
| LEP  | SNDN | Aeroporto de Leopoldina             | Leopoldina         | Minas Gerais                     | Brasilien      |
| LEQ  | EGHC | Land’s End Airport                  | St Just in Penwith | England                          | Großbritannien |
| LER  | YLST | Leinster Airport                    | Leinster           | Leonora Shire, Western Australia | Australien     |
| LES  | FXLS | Flugplatz Lesobeng                  | Lesobeng           | Thaba-Tseka                      | Lesotho        |
| LET  | SKLT | Flughafen Leticia                   | Leticia            | Amazonas                         | Kolumbien      |
| LEU  | LESU | Flughafen Andorra – La Seu d’Urgell | La Seu d’Urgell    | Katalonien                       | Spanien        |
| LEV  | NFNB | Flugplatz Levuka                    | Levuka             | Eastern                          | Fidschi        |
| LEW  | KLEW | Lewiston/Auburn Municipal Airport   | Lewiston / Auburn  | Maine                            | USA            |
| LEX  | KLEX | Blue Grass Airport                  | Lexington          | Kentucky                         | USA            |
| LEY  | EHLE | Flughafen Lelystad                  | Lelystad           | Flevoland                        | Niederlande    |
| LEZ  | MHLE | Flughafen La Esperanza              | La Esperanza       | Intibucá                         | Honduras       |

## LF
| IATA | ICAO | Flughafen                        | Ort                   | Region          | Land                |
| ---- | ---- | -------------------------------- | --------------------- | --------------- | ------------------- |
| LFB  | FQLU | Flugplatz Lumbo                  | Lumbo                 | Nampula         | Mosambik            |
| LFH  | –    | Flugplatz Lanping                | Lanping               | Nujiang, Yunnan | Volksrepublik China |
| LFI  | KLFI | Langley Air Force Base           | Hampton               | Virginia        | USA                 |
| LFK  | KLFK | Angelina County Airport          | Lufkin                | Texas           | USA                 |
| LFM  | OISR | Flughafen Lamerd                 | Lamerd                | Fars            | Iran                |
| LFN  | KLHZ | Triangle North Executive Airport | Louisburg             | North Carolina  | USA                 |
| LFO  | HAKL | Flugplatz Kalafo                 | Kalafo                | Somali          | Äthiopien           |
| LFP  | YLFD | Lakefield Airport                | Rinyirru-Nationalpark | Queensland      | Australien          |
| LFQ  | ZBLF | Flughafen Linfen                 | Linfen                | Shanxi          | Volksrepublik China |
| LFR  | SVLF | Flughafen La Fría                | La Fría               | Táchira         | Venezuela           |
| LFT  | KLFT | Flughafen Lafayette              | Lafayette             | Louisiana       | USA                 |
| LFW  | DXXX | Flughafen Lomé                   | Lomé                  | Maritime        | Togo                |

## LG
| IATA | ICAO | Flughafen                          | Ort                 | Region                       | Land            |
| ---- | ---- | ---------------------------------- | ------------------- | ---------------------------- | --------------- |
| LGA  | KLGA | LaGuardia Airport                  | New York City       | New York                     | USA             |
| LGB  | KLGB | Long Beach Airport                 | Long Beach          | Kalifornien                  | USA             |
| LGC  | KLGC | LaGrange Callaway Airport          | La Grange           | Georgia                      | USA             |
| LGD  | KLGD | Union County Airport               | La Grande           | Oregon                       | USA             |
| LGE  | –    | Lake Gregory Airport               | Lake Gregory        | Kimberley, Western Australia | Australien      |
| LGF  | KLGF | Laguna Army Airfield               | Yuma Proving Ground | Arizona                      | USA             |
| LGG  | EBLG | Flughafen Lüttich-Bierset          | Lüttich             | Wallonien                    | Belgien         |
| LGH  | YLEC | Leigh Creek Airport                | Leigh Creek         | South Australia              | Australien      |
| LGI  | MYLD | Deadman’s Cay Airport              | Deadman’s Cay       | Long Island                  | Bahamas         |
| LGK  | WMKL | Flughafen Langkawi                 | Pulau Langkawi      | Kedah                        | Malaysia        |
| LGL  | WBGF | Flugplatz Long Lellang             | Long Lellang        | Sarawak                      | Malaysia        |
| LGM  | –    | Flugplatz Laiagam                  | Laiagam             | Enga                         | Papua-Neuguinea |
| LGN  | –    | Flugplatz Linga Linga              | Linga Linga         | West New Britain             | Papua-Neuguinea |
| LGO  | EDWL | Flugplatz Langeoog                 | Langeoog            | Niedersachsen                | Deutschland     |
| LGP  | RPLP | Legazpi Airport                    | Legazpi City        | Bicol                        | Philippinen     |
| LGQ  | SENL | Flughafen Nueva Loja               | Nueva Loja          | Sucumbíos                    | Ecuador         |
| LGR  | SCHR | Flugplatz Cochrane                 | Cochrane            | Aysén                        | Chile           |
| LGS  | SAMM | Flughafen Comodoro Ricardo Salomón | Malargüe            | Mendoza                      | Argentinien     |
| LGT  | SKGA | Flugplatz Las Gaviotas             | Las Gaviotas        | Vichada                      | Kolumbien       |
| LGU  | KLGU | Logan-Cache Airport                | Logan               | Utah                         | USA             |
| LGW  | EGKK | Flughafen London-Gatwick           | London              | England                      | Großbritannien  |
| LGX  | HCMJ | Flugplatz Luuq                     | Luuq                | Gedo                         | Somalia         |
| LGY  | –    | Aeropuerto Capitán Alfredo Sierra  | Lagunillas          | Zulia                        | Venezuela       |

## LH
| IATA | ICAO | Flughafen                          | Ort              | Region                   | Land                |
| ---- | ---- | ---------------------------------- | ---------------- | ------------------------ | ------------------- |
| LHA  | EDTL | Flughafen Lahr                     | Lahr/Schwarzwald | Baden-Württemberg        | Deutschland         |
| LHE  | OPLA | Allama Iqbal International Airport | Lahore           | Punjab                   | Pakistan            |
| LHG  | YLRD | Lightning Ridge Airport            | Lightning Ridge  | New South Wales          | Australien          |
| LHI  | WAJL | Flugplatz Lereh                    | Lereh            | Papua                    | Indonesien          |
| LHK  | ZHGH | Flughafen Laohekou                 | Laohekou         | Hubei                    | Volksrepublik China |
| LHP  | –    | Lehu Airport                       | Lehu             | ?                        | Papua-Neuguinea     |
| LHR  | EGLL | Flughafen London Heathrow          | London           | England                  | Großbritannien      |
| LHS  | SAVH | Flughafen Las Heras                | Las Heras        | Santa Cruz               | Argentinien         |
| LHU  | FYLS | Lianshulu Airstrip                 | Lianshulu        | Judea Lyaboloma, Sambesi | Namibia             |
| LHV  | KLHV | William T. Piper Memorial Airport  | Lock Haven       | Pennsylvania             | USA                 |
| LHW  | ZLLL | Flughafen Lanzhou Zhongchuan       | Lanzhou          | Gansu                    | Volksrepublik China |

## LI
| IATA | ICAO | Flughafen                                     | Ort                       | Region             | Land                         |
| ---- | ---- | --------------------------------------------- | ------------------------- | ------------------ | ---------------------------- |
| LIA  | ZULP | Flughafen Liangping                           | Liangping                 | Chongqing          | China                        |
| LIB  | –    | Limbunya Airport                              | Limbunya                  | Northern Territory | Australien                   |
| LIC  | KLIC | Limon Municipal Airport                       | Limon                     | Colorado           | USA                          |
| LIE  | FZFA | Flugplatz Libenge                             | Libenge                   | Sud-Ubangi         | Demokratische Republik Kongo |
| LIF  | NWWL | Flughafen Lifou                               | Lifou                     | Loyalitätsinseln   | Neukaledonien                |
| LIG  | LFBL | Flughafen Limoges                             | Limoges                   | Nouvelle-Aquitaine | Frankreich                   |
| LIH  | PHLI | Flughafen Lihue                               | Līhuʻe                    | Hawaii             | USA                          |
| LII  | WAJM | Flugplatz Mulia                               | Mulia                     | Papua              | Indonesien                   |
| LIK  | –    | Flugplatz Likiep                              | Likiep                    | Likiep             | Marshallinseln               |
| LIL  | LFQQ | Flughafen Lille                               | Lille                     | Hauts-de-France    | Frankreich                   |
| LIM  | SPJC | Flughafen Lima                                | Lima                      | Lima               | Peru                         |
| LIN  | LIML | Flughafen Mailand-Linate                      | Mailand                   | Lombardei          | Italien                      |
| LIO  | MRLM | Flughafen Puerto Limón                        | Puerto Limón              | Limón              | Costa Rica                   |
| LIP  | SWXQ | Flugplatz Lins                                | Lins                      | São Paulo          | Brasilien                    |
| LIQ  | FZGA | Flughafen Lisala                              | Lisala                    | Mongala            | Demokratische Republik Kongo |
| LIR  | MRLB | Aeropuerto Internacional Daniel Oduber Quirós | Liberia                   | Guanacaste         | Costa Rica                   |
| LIS  | LPPT | Flughafen Humberto Delgado Lissabon           | Lissabon                  | Lisboa             | Portugal                     |
| LIT  | KLIT | Bill and Hillary Clinton National Airport     | Little Rock               | Arkansas           | USA                          |
| LIV  | –    | Livengood Camp Airport                        | Livengood                 | Alaska             | USA                          |
| LIW  | VYLK | Flughafen Loi-kaw                             | Loi-kaw                   | Kayah-Staat        | Myanmar                      |
| LIX  | FWLK | Flughafen Likoma                              | Insel Likoma              | Northern           | Malawi                       |
| LIY  | KLHW | MidCoast Regional Airport                     | Hinesville / Fort Stewart | Georgia            | USA                          |
| LIZ  | –    | Loring International Airport                  | Limestone                 | Maine              | USA                          |

## LJ
| IATA | ICAO | Flughafen                         | Ort                     | Region            | Land                         |
| ---- | ---- | --------------------------------- | ----------------------- | ----------------- | ---------------------------- |
| LJA  | FZVA | Flughafen Lodja                   | Lodja                   | Sankuru           | Demokratische Republik Kongo |
| LJG  | ZPLJ | Flughafen Lijiang                 | Lijiang                 | Yunnan            | Volksrepublik China          |
| LJN  | KLBX | Texas Gulf Coast Regional Airport | Angleton / Lake Jackson | Texas             | USA                          |
| LJU  | LJLJ | Flughafen Ljubljana               | Ljubljana               | Osrednjeslovenska | Slowenien                    |

## LK
| IATA | ICAO | Flughafen                                  | Ort                       | Region              | Land           |
| ---- | ---- | ------------------------------------------ | ------------------------- | ------------------- | -------------- |
| LKA  | WATL | Flughafen Gewayantana                      | Larantuka                 | Nusa Tenggara Timur | Indonesien     |
| LKB  | NFNK | Flugplatz Lakeba                           | Lakeba                    | Lau-Inseln          | Fidschi        |
| LKC  | –    | Flughafen Lekana                           | Lekana                    | Plateaux            | Republik Kongo |
| LKD  | YLND | Lakeland Airport                           | Lakeland Downs            | Queensland          | Australien     |
| LKE  | –    | Lake Union Seaplane Base                   | Seattle                   | Washington          | USA            |
| LKG  | HKLK | Flughafen Lokichoggio                      | Lokichoggio               | Turkana             | Kenia          |
| LKH  | WBGL | Flugplatz Long Akah                        | Long Akah                 | Sarawak             | Malaysia       |
| LKK  | PAKL | Kulik Lake Airport                         | Kulik Lake                | Alaska              | USA            |
| LKL  | ENNA | Flughafen Lakselv                          | Lakselv                   | Finnmark            | Norwegen       |
| LKN  | ENLK | Flughafen Leknes                           | Leknes                    | Nordland            | Norwegen       |
| LKO  | VILK | Flughafen Lucknow                          | Lucknow                   | Uttar Pradesh       | Indien         |
| LKP  | KLKP | Lake Placid Airport                        | Lake Placid               | New York            | USA            |
| LKR  | –    | Flugplatz Laasqorey                        | Laasqorey                 | Sanaag              | Somalia        |
| LKU  | –    | Lake Turkana Airport / Lake Rudolf Airport | Turkana-See               | Turkana             | Kenia          |
| LKV  | KLKV | Lake County Airport                        | Lakeview                  | Oregon              | USA            |
| LKW  | OOLK | Flughafen Lekhwair                         | Lekhwair                  | az-Zahira           | Oman           |
| LKY  | HTLM | Flughafen Lake Manyara                     | Lake-Manyara-Nationalpark | Arusha              | Tansania       |
| LKZ  | EGUL | RAF Lakenheath                             | Brandon                   | England             | Großbritannien |

## LL
| IATA | ICAO | Flughafen                            | Ort                      | Region            | Land                |
| ---- | ---- | ------------------------------------ | ------------------------ | ----------------- | ------------------- |
| LLA  | ESPA | Flughafen Luleå/Kallax               | Luleå                    | Norrbottens län   | Schweden            |
| LLB  | ZULB | Flughafen Libo                       | Libo                     | Guizhou           | Volksrepublik China |
| LLC  | RPLH | Flughafen Lal-lo                     | Lal-lo                   | Cagayan Valley    | Philippinen         |
| LLE  | FAMN | Malalane Airport                     | Malalane                 | Mpumalanga        | Südafrika           |
| LLF  | ZGLG | Flughafen Yongzhou                   | Yongzhou                 | Hunan             | China               |
| LLG  | YCGO | Chillagoe Airport                    | Chillagoe                | Queensland        | Australien          |
| LLH  | –    | Flugplatz La Lima                    | La Lima                  | Cortés            | Honduras            |
| LLI  | HALL | Flughafen Lalibela                   | Lalibela                 | Amhara            | Äthiopien           |
| LLJ  | WIPB | Flughafen Lubuk Linggau              | Lubuk Linggau            | Sumatra Selatan   | Indonesien          |
| LLK  | UBBL | Flughafen Lənkəran                   | Lankaran                 | –                 | Aserbaidschan       |
| LLL  | –    | Lissadell Airport                    | Lissadell                | Western Australia | Australien          |
| LLM  | AGLM | Flughafen Lomlom                     | Lomlom                   | Temotu            | Salomonen           |
| LLN  | WAJV | Flugplatz Kelila                     | Kelila, Mamberamo Tengah | Papua             | Indonesien          |
| LLO  | WAFD | Flughafen Bua                        | Palopo                   | Sulawesi Selatan  | Indonesien          |
| LLP  | –    | Linda Downs Airport                  | Linda Downs              | Queensland        | Australien          |
| LLS  | SATK | Aeropuerto Alférez Armando Rodríguez | Las Lomitas              | Formosa           | Argentinien         |
| LLT  | FNLB | Flughafen Lobito                     | Lobito                   | Benguela          | Angola              |
| LLV  | ZBLL | Flughafen Lüliang                    | Lüliang                  | Shanxi            | Volksrepublik China |
| LLW  | FWKI | Flughafen Lilongwe                   | Lilongwe                 | Central           | Malawi              |
| LLX  | KLLX | Caledonia County Airport             | Lyndonville              | Vermont           | USA                 |
| LLY  | KVAY | South Jersey Regional Airport        | Mount Holly Township     | New Jersey        | USA                 |

## LM
| IATA | ICAO | Flughafen                         | Ort             | Region           | Land                   |
| ---- | ---- | --------------------------------- | --------------- | ---------------- | ---------------------- |
| LMA  | PAMH | Flugplatz Lake Minchumina         | Lake Minchumina | Alaska           | USA                    |
| LMB  | FWSM | Flugplatz Salima                  | Salima          | Central          | Malawi                 |
| LMC  | SKNA | Flughafen La Macarena             | La Macarena     | Meta             | Kolumbien              |
| LMD  | –    | Flugplatz Los Menucos             | Los Menucos     | Río Negro        | Argentinien            |
| LME  | LFRM | Flughafen Le Mans                 | Le Mans         | Pays de la Loire | Frankreich             |
| LMG  | –    | Flugplatz Lamassa                 | Lamassa         | ?                | Papua-Neuguinea        |
| LMH  | –    | Flugplatz Limón                   | Limón           | Colón            | Honduras               |
| LMI  | –    | Flugplatz Lumi                    | Lumi            | Sandaun          | Papua-Neuguinea        |
| LML  | –    | Flugplatz Lae                     | Lae             | Lae              | Marshallinseln         |
| LMM  | MMLM | Flughafen Los Mochis              | Los Mochis      | Sinaloa          | Mexiko                 |
| LMN  | WBGJ | Flughafen Limbang                 | Pekan Limbang   | Sarawak          | Malaysia               |
| LMO  | EGQS | RAF Lossiemouth                   | Lossiemouth     | Schottland       | Vereinigtes Königreich |
| LMP  | LICD | Flughafen Lampedusa               | Lampedusa       | Sizilien         | Italien                |
| LMQ  | HLMB | Flughafen Brega                   | Brega           | al-Wahat         | Libyen                 |
| LMR  | FALC | Lime Acres Finsch Airport         | Lime Acres      | Nordkap          | Südafrika              |
| LMS  | KLMS | Louisville-Winston County Airport | Louisville      | Mississippi      | USA                    |
| LMT  | KLMT | Klamath Falls Airport             | Klamath Falls   | Oregon           | USA                    |
| LMU  | WIDL | Flughafen Letung                  | Jemaja-Insel    | Kepulauan Riau   | Indonesien             |
| LMX  | –    | Flugplatz López de Micay          | López de Micay  | Cauca            | Kolumbien              |
| LMY  | AYLM | Flugplatz Lake Murray             | Lake Murray     | Western          | Papua-Neuguinea        |
| LMZ  | –    | Flugplatz Palma                   | Palma           | Cabo Delgado     | Mosambik               |

## LN
| IATA | ICAO | Flughafen                      | Ort                         | Region             | Land                |
| ---- | ---- | ------------------------------ | --------------------------- | ------------------ | ------------------- |
| LNA  | KLNA | Flughafen Palm Beach           | West Palm Beach             | Florida            | USA                 |
| LNB  | NVSM | Flugplatz Lamen Bay            | Lamen Bay, Épi              | Shefa              | Vanuatu             |
| LNC  | –    | Flugplatz Lengbati             | Lengbati                    | Morobe             | Papua-Neuguinea     |
| LND  | KLND | Hunt Field                     | Lander                      | Wyoming            | USA                 |
| LNE  | NVSO | Flugplatz Lonorore             | Lonorore, Pentecost-Insel   | Penama             | Vanuatu             |
| LNF  | –    | Flugplatz Munbil               | Munbil                      | Sandaun            | Papua-Neuguinea     |
| LNG  | AYLS | Flugplatz Lese                 | Lese                        | Gulf               | Papua-Neuguinea     |
| LNH  | YLKN | Flugplatz Lake Nash            | Alpurrurulam                | Northern Territory | Australien          |
| LNI  | PALN | Point Lonely Air Station       | Lonely, North Slope Borough | Alaska             | Vereinigte Staaten  |
| LNJ  | ZPLC | Flughafen Lincang              | Lincang                     | Yunnan             | Volksrepublik China |
| LNK  | KLNK | Lincoln Airport                | Lincoln                     | Nebraska           | USA                 |
| LNL  | ZLLN | Flughafen Longnan              | Longnan                     | Gansu              | Volksrepublik China |
| LNM  | –    | Flugplatz Langimar             | Langimar                    | Morobe             | Papua-Neuguinea     |
| LNN  | KLNN | Lost Nation Airport            | Willoughby                  | Ohio               | USA                 |
| LNO  | YLEO | Flughafen Leonora              | Leonora                     | Western Australia  | Australien          |
| LNP  | KLNP | Lonesome Pine Airport          | Wise                        | Virginia           | USA                 |
| LNQ  | –    | Flugplatz Loani                | Loani                       | Milne Bay          | Papua-Neuguinea     |
| LNR  | KLNR | Tri-County Regional Airport    | Lone Rock                   | Wisconsin          | USA                 |
| LNS  | KLNS | Lancaster Airport              | Lancaster                   | Pennsylvania       | USA                 |
| LNU  | WAQM | Flughafen Malinau              | Malinau                     | Kalimantan Utara   | Indonesien          |
| LNV  | AYKY | Flugplatz Londolovit           | Londolovit, Niolam          | New Ireland        | Papua-Neuguinea     |
| LNX  | XUBS | Militärflugplatz Smolensk-Nord | Smolensk                    | Smolensk           | Russland            |
| LNY  | PHNY | Flughafen Lānaʻi               | Lānaʻi                      | Hawaii             | USA                 |
| LNZ  | LOWL | Flughafen Linz                 | Linz                        | Oberösterreich     | Österreich          |

## LO
| IATA | ICAO | Flughafen                                                    | Ort             | Region              | Land           |
| ---- | ---- | ------------------------------------------------------------ | --------------- | ------------------- | -------------- |
| LOA  | YLOR | Flugplatz Lorraine                                           | Lorraine        | Queensland          | Australien     |
| LOB  | SCAN | Flughafen Los Andes                                          | Los Andes       | Valparaíso          | Chile          |
| LOC  | YLOK | Flugplatz Lock                                               | Lock            | South Australia     | Australien     |
| LOD  | NVSG | Flugplatz Longana                                            | Longana         | Penama              | Vanuatu        |
| LOE  | VTUL | Flughafen Loei                                               | Loei            | Isan                | Thailand       |
| LOF  | –    | Flugplatz Loen-Insel                                         | Loen-Insel      | Ralik-Kette         | Marshallinseln |
| LOH  | SECA | Flughafen Catamayo                                           | Catamayo/Loja   | Loja                | Ecuador        |
| LOI  | SSLN | Flugplatz Lontras                                            | Lontras         | Santa Catarina      | Brasilien      |
| LOK  | HKLO | Flughafen Lodwar                                             | Lodwar          | Turkana             | Kenia          |
| LOL  | KLOL | Derby Field                                                  | Lovelock        | Nevada              | USA            |
| LOM  | MMOO | Flughafen Lagos de Moreno                                    | Lagos de Moreno | Jalisco             | Mexiko         |
| LON  | –    | London (Metropolitan Area für: LCY, LGW, LHR, LTN, SEN, STN) | London          | England             | Großbritannien |
| LOO  | DAUL | Flughafen L'Mekrareg                                         | Laghouat        | Laghouat            | Algerien       |
| LOP  | WADL | Internationaler Flughafen Lombok                             | Praya           | Nusa Tenggara Barat | Indonesien     |
| LOQ  | FBLO | Flugplatz Lobatse                                            | Lobatse         | –                   | Botswana       |
| LOS  | DNMM | Flughafen Lagos                                              | Lagos           | Lagos               | Nigeria        |
| LOT  | KLOT | Lewis University Airport                                     | Romeoville      | Illinois            | USA            |
| LOU  | KLOU | Bowman Field                                                 | Louisville      | Kentucky            | USA            |
| LOV  | MMMV | Flughafen Monclova                                           | Monclova        | Coahuila            | Mexiko         |
| LOW  | KLKU | Louisa County Airport                                        | Louisa          | Virginia            | USA            |
| LOX  | –    | Flugplatz Los Tablones                                       | Los Tablones    | El Progreso (?)     | Guatemala      |
| LOY  | HKLY | Flugplatz Loiyangalani                                       | Loiyangalani    | Marsabit            | Kenia          |
| LOZ  | KLOZ | London-Corbin Airport (Magee Field)                          | London          | Kentucky            | USA            |

## LP
| IATA | ICAO | Flughafen                     | Ort                        | Region               | Land                |
| ---- | ---- | ----------------------------- | -------------------------- | -------------------- | ------------------- |
| LPA  | GCLP | Flughafen Gran Canaria        | Las Palmas de Gran Canaria | Kanarische Inseln    | Spanien             |
| LPB  | SLLP | Flughafen El Alto             | La Paz/El Alto             | La Paz               | Bolivien            |
| LPC  | KLPC | Lompoc Airport                | Lompoc                     | Kalifornien          | USA                 |
| LPD  | SKLP | Flugplatz La Pedrera          | La Pedrera                 | Amazonas             | Kolumbien           |
| LPE  | SKIM | Flugplatz La Primavera        | La Primavera               | Vichada              | Kolumbien           |
| LPF  | ZUPS | Flughafen Liupanshui          | Liupanshui                 | Guizhou              | Volksrepublik China |
| LPG  | SADL | Flughafen La Plata            | La Plata                   | Buenos Aires         | Argentinien         |
| LPI  | ESSL | Flughafen Linköping/Saab      | Linköping                  | Östergötlands län    | Schweden            |
| LPJ  | SVAS | Flugplatz Pijiguaos           | Pijiguaos                  | Bolívar              | Venezuela           |
| LPK  | UUOL | Flughafen Lipezk              | Lipezk                     | Lipezk               | Russland            |
| LPL  | EGGP | Liverpool John Lennon Airport | Liverpool                  | England              | Großbritannien      |
| LPM  | NVSL | Flugplatz Malakula            | Lamap                      | Malampa              | Vanuatu             |
| LPN  | AYLP | Flugplatz Leron Plains        | Leron Plains               | Morobe               | Papua-Neuguinea     |
| LPO  | KPPO | La Porte Municipal Airport    | La Porte                   | Indiana              | USA                 |
| LPP  | EFLP | Flughafen Lappeenranta        | Lappeenranta               | Südkarelien          | Finnland            |
| LPQ  | VLLB | Flughafen Luang Prabang       | Luang Prabang              | Luang Prabang        | Laos                |
| LPS  | –    | Lopez Island Airport          | Lopez Island               | Washington           | USA                 |
| LPT  | VTCL | Flughafen Lampang             | Lampang                    | Lampang              | Thailand            |
| LPU  | WAQL | Flugplatz Long Apung          | Long Apung                 | Kalimantan Utara     | Indonesien          |
| LPX  | EVLA | Flughafen Liepāja             | Liepāja                    | –                    | Lettland            |
| LPY  | LFHP | Flughafen Le-Puy-en-Velai     | Le Puy                     | Auvergne-Rhône-Alpes | Frankreich          |

## LQ
| IATA | ICAO | Flughafen                  | Ort              | Region         | Land        |
| ---- | ---- | -------------------------- | ---------------- | -------------- | ----------- |
| LQK  | KLQK | Pickens County Airport     | Pickens          | South Carolina | USA         |
| LQM  | SKLG | Flughafen Puerto Leguízamo | Puerto Leguízamo | Putumayo       | Kolumbien   |
| LQN  | OAQN | Flughafen Qala-i-Naw       | Qala-i-Naw       | Badghis        | Afghanistan |

## LR
| IATA | ICAO | Flughafen                        | Ort          | Region                 | Land                    |
| ---- | ---- | -------------------------------- | ------------ | ---------------------- | ----------------------- |
| LRA  | LGLR | Militärflugplatz Larisa          | Larisa       | Thessalien             | Griechenland            |
| LRB  | FXLR | Flugplatz Leribe                 | Leribe       | Leribe                 | Lesotho                 |
| LRD  | KLRD | Flughafen Laredo                 | Laredo       | Texas                  | USA                     |
| LRE  | YLRE | Flughafen Longreach              | Longreach    | Queensland             | Australien              |
| LRF  | KLRF | Little Rock Air Force Base       | Jacksonville | Arkansas               | USA                     |
| LRG  | OPLL | Flugplatz Loralai                | Loralai      | Belutschistan          | Pakistan                |
| LRH  | LFBH | Flughafen La Rochelle            | La Rochelle  | Nouvelle-Aquitaine     | Frankreich              |
| LRI  | –    | Flugplatz Lorica                 | Lorica       | Córdoba                | Kolumbien               |
| LRJ  | KLRJ | Le Mars Municipal Airport        | Le Mars      | Iowa                   | USA                     |
| LRL  | DXNG | Flughafen Niamtougou             | Niamtougou   | Kara                   | Togo                    |
| LRM  | MDLR | Flughafen La Romana              | La Romana    | La Romana              | Dominikanische Republik |
| LRQ  | –    | Laurie River Airport             | Laurie River | Manitoba               | Kanada                  |
| LRR  | OISL | Flughafen Lar                    | Lar          | Fars                   | Iran                    |
| LRS  | LGLE | Flughafen Leros                  | Leros        | Südliche Ägäis         | Griechenland            |
| LRT  | LFRH | Flughafen Lorient Bretagne Sud   | Lorient      | Bretagne               | Frankreich              |
| LRU  | KLRU | Las Cruces International Airport | Las Cruces   | New Mexico             | USA                     |
| LRV  | SVRS | Flughafen Los Roques             | Los Roques   | Dependencias Federales | Venezuela               |

## LS
| IATA | ICAO | Flughafen                             | Ort                 | Region           | Land            |
| ---- | ---- | ------------------------------------- | ------------------- | ---------------- | --------------- |
| LSA  | AYKA | Flugplatz Losuia                      | Kiriwina            | Milne Bay        | Papua-Neuguinea |
| LSB  | KLSB | Lordsburg Municipal Airport           | Lordsburg           | New Mexico       | USA             |
| LSC  | SCSE | Flughafen La Florida                  | La Serena           | Coquimbo         | Chile           |
| LSE  | KLSE | La Crosse Regional Airport            | La Crosse           | Wisconsin        | USA             |
| LSF  | KLSF | Lawson Army Airfield                  | Columbus            | Georgia          | USA             |
| LSH  | VYLS | Flughafen Lashio                      | Lashio              | Shan-Staat       | Myanmar         |
| LSI  | EGPB | Flughafen Sumburgh                    | Shetland            | Schottland       | Großbritannien  |
| LSJ  | AYLX | Flugplatz Long Island                 | Long Island         | Madang           | Papua-Neuguinea |
| LSK  | KLSK | Lusk Municipal Airport                | Lusk                | Wyoming          | USA             |
| LSL  | MRLC | Flugplatz Los Chiles                  | Los Chiles          | Alajuela         | Costa Rica      |
| LSM  | WBGD | Flugplatz Long Semado                 | Long Semado         | Sarawak          | Malaysia        |
| LSN  | KLSN | Los Banos Municipal Airport           | Los Banos           | Kalifornien      | USA             |
| LSO  | LFOO | Flugplatz Les Sables-d'Olonne-Talmont | Les Sables-d’Olonne | Pays de la Loire | Frankreich      |
| LSP  | SVJC | Flughafen Josefa Camejo               | Las Piedras         | Falcón           | Venezuela       |
| LSQ  | SCGE | Flugplatz Los Ángeles                 | Los Ángeles         | Biobío           | Chile           |
| LSR  | WILD | Flughafen Alas Leuser                 | Kutacane            | Aceh             | Indonesien      |
| LSS  | TFFS | Flugplatz Terre-de-Haut               | Terre-de-Haut       | Guadeloupe       | Frankreich      |
| LST  | YMLT | Flughafen Launceston                  | Launceston          | Tasmanien        | Australien      |
| LSU  | WBGU | Flugplatz Long Sukang                 | Long Sukang         | Sarawak          | Malaysia        |
| LSV  | KLSV | Nellis Air Force Base                 | Las Vegas           | Nevada           | USA             |
| LSW  | WITM | Flughafen Malikus Saleh               | Lhokseumawe         | Aceh             | Indonesien      |
| LSX  | WITL | Flugplatz Lhoksukon                   | Lhoksukon           | Aceh             | Indonesien      |
| LSY  | YLIS | Flughafen Lismore                     | Lismore             | New South Wales  | Australien      |
| LSZ  | LDLO | Flugplatz Lošinj                      | Mali Lošinj         | Primorje-Gorski  | Kroatien        |

## LT
| IATA | ICAO | Flughafen                                | Ort           | Region                       | Land            |
| ---- | ---- | ---------------------------------------- | ------------- | ---------------------------- | --------------- |
| LTA  | FATZ | Flugplatz Tzaneen                        | Tzaneen       | Limpopo                      | Südafrika       |
| LTB  | –    | Flugplatz Latrobe                        | Latrobe       | Tasmanien                    | Australien      |
| LTC  | FTTH | Flugplatz Laï                            | Laï           | Tandjilé                     | Tschad          |
| LTD  | HLTD | Flughafen Ghadames                       | Ghadames      | Nalut                        | Libyen          |
| LTF  | –    | Flugplatz Leitre                         | Leitre        | Sandaun                      | Papua-Neuguinea |
| LTG  | VNLT | Flugplatz Langtang                       | Langtang      | Provinz Nr. 3                | Nepal           |
| LTI  | ZMAT | Flughafen Altai                          | Altai         | Gobi-Altai                   | Mongolei        |
| LTK  | OSLK | Internationaler Flughafen Basil al-Assad | Latakia       | Latakia                      | Syrien          |
| LTL  | FOOR | Flugplatz Lastoursville                  | Lastoursville | Ogooué-Lolo                  | Gabun           |
| LTM  | SYLT | Flughafen Lethem                         | Lethem        | Upper Takutu-Upper Essequibo | Guyana          |
| LTN  | EGGW | Flughafen London-Luton                   | Luton         | England                      | Großbritannien  |
| LTO  | MMLT | Flughafen Loreto                         | Loreto        | Baja California Sur          | Mexiko          |
| LTP  | YLHS | Flugplatz Lyndhurst                      | Lyndhurst     | Queensland                   | Australien      |
| LTQ  | LFAT | Flughafen Touquet-Côte d’Opale           | Le Touquet    | Hauts-de-France              | Frankreich      |
| LTR  | EILT | Flugplatz Letterkenny                    | Letterkenny   | Donegal                      | Irland          |
| LTS  | KLTS | Altus Air Force Base                     | Altus         | Oklahoma                     | USA             |
| LTT  | LFTZ | Flughafen St. Tropez                     | Saint-Tropez  | Provence-Alpes-Côte d’Azur   | Frankreich      |
| LTU  | VALT | Flugplatz Latur                          | Latur         | Maharashtra                  | Indien          |
| LTV  | YLOV | Flugplatz Lotusvale                      | Lotusvale     | Queensland                   | Australien      |
| LTW  | –    | Flugplatz Leonardtown                    | Leonardtown   | Maryland                     | USA             |
| LTX  | SELT | Flughafen Cotopaxi                       | Latacunga     | Cotopaxi                     | Ecuador         |

## LU
| IATA | ICAO      | Flughafen                         | Ort                          | Region                       | Land                         |
| ---- | --------- | --------------------------------- | ---------------------------- | ---------------------------- | ---------------------------- |
| LUA  | VNLK      | Flughafen Lukla                   | Lukla                        | Provinz Koshi                | Nepal                        |
| LUB  | SYLP      | Flugplatz Lumid Pau               | Lumid Pau                    | Upper Takutu-Upper Essequibo | Guyana                       |
| LUC  | NFNH      | Flugplatz Laucala                 | Laucala                      | Vanua Levu                   | Fidschi                      |
| LUD  | FYLZ      | Flughafen Lüderitz                | Lüderitz                     | ǁKaras                       | Namibia                      |
| LUE  | LZLU      | Flughafen Lučenec                 | Lučenec                      | Lučenec                      | Slowakei                     |
| LUF  | KLUF      | Luke Air Force Base               | Glendale                     | Arizona                      | USA                          |
| LUG  | LSZA      | Flughafen Lugano                  | Lugano                       | Tessin                       | Schweiz                      |
| LUH  | VILD      | Flughafen Ludhiana                | Ludhiana                     | Punjab                       | Indien                       |
| LUI  | MHCR      | Flugplatz La Unión                | La Unión                     | Olancho                      | Honduras                     |
| LUK  | KLUK      | Cincinnati Municipal Airport      | Cincinnati                   | Ohio                         | USA                          |
| LUL  | KLUL      | Hesler-Noble Field                | Laurel                       | Mississippi                  | USA                          |
| LUM  | ZPMS/ZPLX | Flughafen Dehong Mangshi          | Mang (bis 2010 Luxi genannt) | Yunnan                       | China                        |
| LUN  | FLKK/FLLS | Flughafen Lusaka                  | Lusaka                       | Lusaka                       | Sambia                       |
| LUO  | FNUE      | Flughafen Luena                   | Luena                        | Moxico                       | Angola                       |
| LUP  | PHLU      | Flughafen Kalaupapa               | Kalaupapa                    | Hawaii                       | USA                          |
| LUQ  | SAOU      | Flughafen San Luis                | San Luis                     | San Luis                     | Argentinien                  |
| LUR  | PALU      | Flughafen Cape Lisburne           | Kap Lisburne                 | Alaska                       | USA                          |
| LUS  | FZCE      | Flughafen Lusanga                 | Lusanga                      | Kwilu                        | Demokratische Republik Kongo |
| LUT  | YLRS      | Flugplatz New Laura               | New Laura                    | Queensland                   | Australien                   |
| LUU  | YLRA      | Flugplatz Laura                   | Laura                        | Queensland                   | Australien                   |
| LUV  | WAPF      | Flughafen Karel Sadsuitubun       | Langgur                      | Südostmolukken               | Indonesien                   |
| LUW  | WAMW      | Flughafen Syukuran Aminuddin Amir | Luwuk                        | Sulawesi Tengah              | Indonesien                   |
| LUX  | ELLX      | Flughafen Luxemburg               | Luxemburg                    | Luxemburg                    | Luxemburg                    |
| LUZ  | EPLB      | Flughafen Lublin-Świdnik          | Lublin                       | Lublin                       | Polen                        |

## LV
| IATA | ICAO | Flughafen                         | Ort                   | Region            | Land       |
| ---- | ---- | --------------------------------- | --------------------- | ----------------- | ---------- |
| LVA  | LFOV | Flughafen Laval                   | Laval                 | Pays de la Loire  | Frankreich |
| LVB  | SSLI | Flugplatz Santana do Livramento   | Santana do Livramento | Rio Grande do Sul | Brasilien  |
| LVD  | –    | Lime Village Airport              | Lime Village          | Alaska            | USA        |
| LVI  | FLHN | Flughafen Livingstone             | Livingstone           | Südprovinz        | Sambia     |
| LVK  | KLVK | Livermore Municipal Airport       | Livermore             | Kalifornien       | USA        |
| LVL  | KLVL | Lawrenceville (Municipal Airport) | Lawrenceville         | Virginia          | USA        |
| LVM  | KLVM | Livingston (Mission Field)        | Livingston            | Montana           | USA        |
| LVO  | YLTN | Flughafen Laverton                | Laverton              | Western Australia | Australien |
| LVP  | OIBV | Flughafen Lavan                   | Lavan                 | Hormozgan         | Iran       |
| LVR  | SILC | Flughafen Lucas do Rio Verde      | Lucas do Rio Verde    | Mato Grosso       | Brasilien  |
| LVS  | KLVS | Las Vegas Municipal Airport       | Las Vegas             | New Mexico        | USA        |

## LW
| IATA | ICAO | Flughafen                             | Ort           | Region              | Land            |
| ---- | ---- | ------------------------------------- | ------------- | ------------------- | --------------- |
| LWA  | –    | Flughafen Lebak                       | Lebak         | Sultan Kudarat      | Philippinen     |
| LWB  | KLWB | Flughafen Greenbrier Valley           | Lewisburg     | West Virginia       | USA             |
| LWC  | KLWC | Lawrence Municipal Airport            | Lawrence      | Kansas              | USA             |
| LWE  | WATW | Flughafen Wonopito                    | Lewoleba      | Nusa Tenggara Timur | Indonesien      |
| LWH  | YLAH | Flugplatz Lawn Hill                   | Lawn Hill     | Queensland          | Australien      |
| LWI  | –    | Flugplatz Lowai                       | Lowai         | Morobe              | Papua-Neuguinea |
| LWK  | EGET | Tingwall Airport                      | Lerwick       | Schottland          | Großbritannien  |
| LWL  | KLWL | Wells (Harriet Field)                 | Wells         | Nevada              | USA             |
| LWM  | KLWM | Lawrence Municipal Airport            | Lawrence      | Massachusetts       | USA             |
| LWN  | UDSG | Flughafen Gjumri                      | Gjumri        | Schirak             | Armenien        |
| LWO  | UKLL | Flughafen Lwiw                        | Lemberg       | Lwiw                | Ukraine         |
| LWR  | EHLW | Militärflugplatz Leeuwarden           | Leeuwarden    | Fryslân             | Niederlande     |
| LWS  | KLWS | Lewiston-Nez Perce County Airport     | Lewiston      | Idaho               | USA             |
| LWT  | KLWT | Lewistown Municipal Airport           | Lewistown     | Montana             | USA             |
| LWV  | KLWV | Lawrenceville-Vincennes Int'l Airport | Lawrenceville | Illinois            | USA             |
| LWY  | WBGW | Flughafen Lawas                       | Lawas         | Sarawak             | Malaysia        |

## LX
| IATA | ICAO | Flughafen               | Ort          | Region          | Land         |
| ---- | ---- | ----------------------- | ------------ | --------------- | ------------ |
| LXA  | ZULS | Flughafen Lhasa-Gonggar | Lhasa        | Tibet           | China        |
| LXG  | VLLN | Flughafen Luang Namtha  | Luang Namtha | Luang Namtha    | Laos         |
| LXN  | KLXN | Jim Kelly Field         | Lexington    | Nebraska        | USA          |
| LXR  | HELX | Flughafen Luxor         | Luxor        | al-Uqsur        | Ägypten      |
| LXS  | LGLM | Flughafen Limnos        | Limnos       | Nördliche Ägäis | Griechenland |
| LXU  | FLLK | Flugplatz Lukulu        | Lukulu       | Westprovinz     | Sambia       |
| LXV  | KLXV | Lake County Airport     | Leadville    | Colorado        | USA          |

## LY
| IATA | ICAO | Flughafen                            | Ort                   | Region               | Land                   |
| ---- | ---- | ------------------------------------ | --------------------- | -------------------- | ---------------------- |
| LYA  | ZHLY | Flughafen Luoyang                    | Luoyang               | Henan                | China                  |
| LYB  | MWCL | Edward Bodden Airfield               | Little Cayman         | Cayman Islands       | Vereinigtes Königreich |
| LYC  | ESNL | Flughafen Lycksele                   | Lycksele              | Västerbottens län    | Schweden               |
| LYE  | EGDL | RAF Lyneham                          | Royal Wootton Bassett | England              | Vereinigtes Königreich |
| LYG  | ZSLG | Flughafen Lianyungang                | Lianyungang           | Jiangsu              | China                  |
| LYH  | KLYH | Lynchburg Regional Airport           | Lynchburg             | Virginia             | USA                    |
| LYI  | ZSLY | Flughafen Linyi                      | Linyi                 | Shandong             | China                  |
| LYK  | –    | Flugplatz Lunyuk                     | Lunyuk                | Nusa Tenggara Barat  | Indonesien             |
| LYN  | LFLY | Flughafen Lyon-Bron                  | Lyon                  | Auvergne-Rhône-Alpes | Frankreich             |
| LYO  | KLYO | Lyons-Rice County Municipal Airport  | Lyons                 | Kansas               | USA                    |
| LYP  | OPFA | Internationaler Flughafen Faisalabad | Faisalabad            | Punjab               | Pakistan               |
| LYR  | ENSB | Flughafen Longyearbyen               | Longyearbyen          | Spitzbergen          | Norwegen               |
| LYS  | LFLL | Flughafen Lyon Saint-Exupéry         | Lyon                  | Auvergne-Rhône-Alpes | Frankreich             |
| LYT  | –    | Flugplatz Lady-Elliot-Insel          | Lady-Elliot-Insel     | Queensland           | Australien             |
| LYU  | KELO | Ely Municipal Airport                | Ely                   | Minnesota            | USA                    |
| LYX  | EGMD | Flughafen Lydd                       | Lydd                  | England              | Vereinigtes Königreich |

## LZ
| IATA | ICAO | Flughafen                        | Ort                        | Region        | Land                         |
| ---- | ---- | -------------------------------- | -------------------------- | ------------- | ---------------------------- |
| LZA  | FZUG | Flugplatz Luiza                  | Luiza                      | Kasaï-Central | Demokratische Republik Kongo |
| LZC  | MMLC | Flughafen Ciudad Lázaro Cárdenas | Ciudad Lázaro Cárdenas     | Michoacán     | Mexiko                       |
| LZH  | ZGZH | Flughafen Liuzhou                | Liuzhou                    | Guangxi       | China                        |
| LZI  | FZAL | Flugplatz Luozi                  | Luozi                      | Kongo Central | Demokratische Republik Kongo |
| LZM  | FNLZ | Flugplatz Cuango                 | Cuango                     | Lunda Norte   | Angola                       |
| LZN  | RCFG | Flughafen Matsu Nangan           | Insel Nangan               | Matsu-Inseln  | Taiwan                       |
| LZO  | ZULZ | Flughafen Luzhou                 | Luzhou                     | Sichuan       | China                        |
| LZR  | YLZI | Flugplatz Lizard Island          | Lizard-Island-Nationalpark | Queensland    | Australien                   |
| LZU  | KLZU | Gwinnett County Airport          | Lawrenceville              | Georgia       | USA                          |
| LZY  | ZUNZ | Flughafen Nyingchi-Mainling      | Nyingchi                   | Tibet         | Volksrepublik China          |